# 토토 (배우)
토토(이탈리아어: Totò, 본명: 안토니오 그리포 포카스 플라비오 안젤로 두카스 콤네노 포르피로게니토 갈리아디 데 커티스 디 비산지오(Antonio Griffo Focas Flavio Angelo Ducas Comneno Porfirogenito Gagliardi De Curtis di Bisanzio), 1898년 2월 15일 ~ 1967년 4월 15일)는 이탈리아의 배우, 희극인이다.

## 출연작

### 영화
- 토토, 펩피노 앤 라 돌체 비타